# Flying Hero
Flying Hero: Bugyuru no Daibōken (フライングヒーロー ぶぎゅる〜の大冒険) est un jeu vidéo de type shoot 'em up à scrolling vertical, développé par Sting Entertainment et édité par SOFEL sorti uniquement au Japon le 18 décembre 1992 sur Super Famicom.
Les graphismes de Flying Hero s'orientent vers un style dessin animé avec des couleurs vives qui se dégagent des niveaux, contrairement à la plupart des jeux de shoot 'em up de l'époque (Gradius, R-Type),,,. Le bestiaire est cohérent avec l'aspect artistique du jeu, les ennemis se constituent de singes volant, de chauves-souris, de corbeaux, d'ours ou encore de lions,. Les objets à récupérer dans les niveaux renforcent également le style dessin animé du jeu, ils sont représentés par des petits gâteaux à la crème et octroient un bonus pour les armes à feu, permettant de multiplier le nombre de tirs par deux ou par trois selon le nombre d'objets récupéré. Les tirs sont dirigés en face du personnage en pressant la touche « B » de la manette, des tirs en diagonal peuvent aussi s'exécuter en pressant la touche « B » plus les gâchettes (« L+B » pour les tirs en diagonal vers la gauche et « R+B » vers la droite). Le joueur dispose de trois vies ainsi que de trois continues pour terminer le jeu. Le joueur peut ajuster sa vitesse de jeu en pleine partie à l'aide du bouton « Select », la vitesse se décline en trois niveaux. Les effets du Mode 7 sont souvent utilisés sur les boss, qui sont présents sur chaque niveau du jeu,.